# Ngob (chapeau)

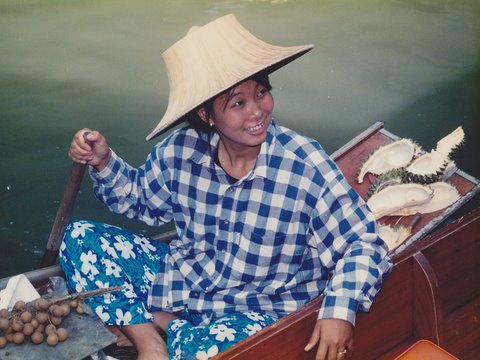
Vendeuse d'un marché flottant

Le ngob ou ngorb (thaï : งอบ), parfois appelé  chapeau de fermier thaï , est un couvre-chef traditionnel thaïlandais.

## Description
De conception plus complexe que le chapeau conique asiatique apparenté, le ngob est fait de feuilles de palmier ôles posées sur une armature en bambou tressé. Le cadre comprend un élément intérieur qui s'adapte autour de la tête du porteur, créant un espace pour la circulation de l'air.
Aujourd'hui, le plus grand centre de production de ngob se trouve dans le district de Bang Pahan, dans la province d'Ayutthaya, où il est un produit OTOP (One Tambon One Product, en français « Une commune Un produit », un programme économique lancé par le gouvernement thaïlandais de Thaksin Shinawatra entre 2001 et 2006). Bien connu dans de nombreux villages, les ngobs de Bang Pahan sont vendus dans tout le pays. Toutefois, on constate un déclin progressif de son utilisation, l'agriculture traditionnelle ayant été supplantée par la technologie.
Sa forme inspira celle du pavillon thaïlandais à l'Exposition universelle de 2015,.

## Galerie

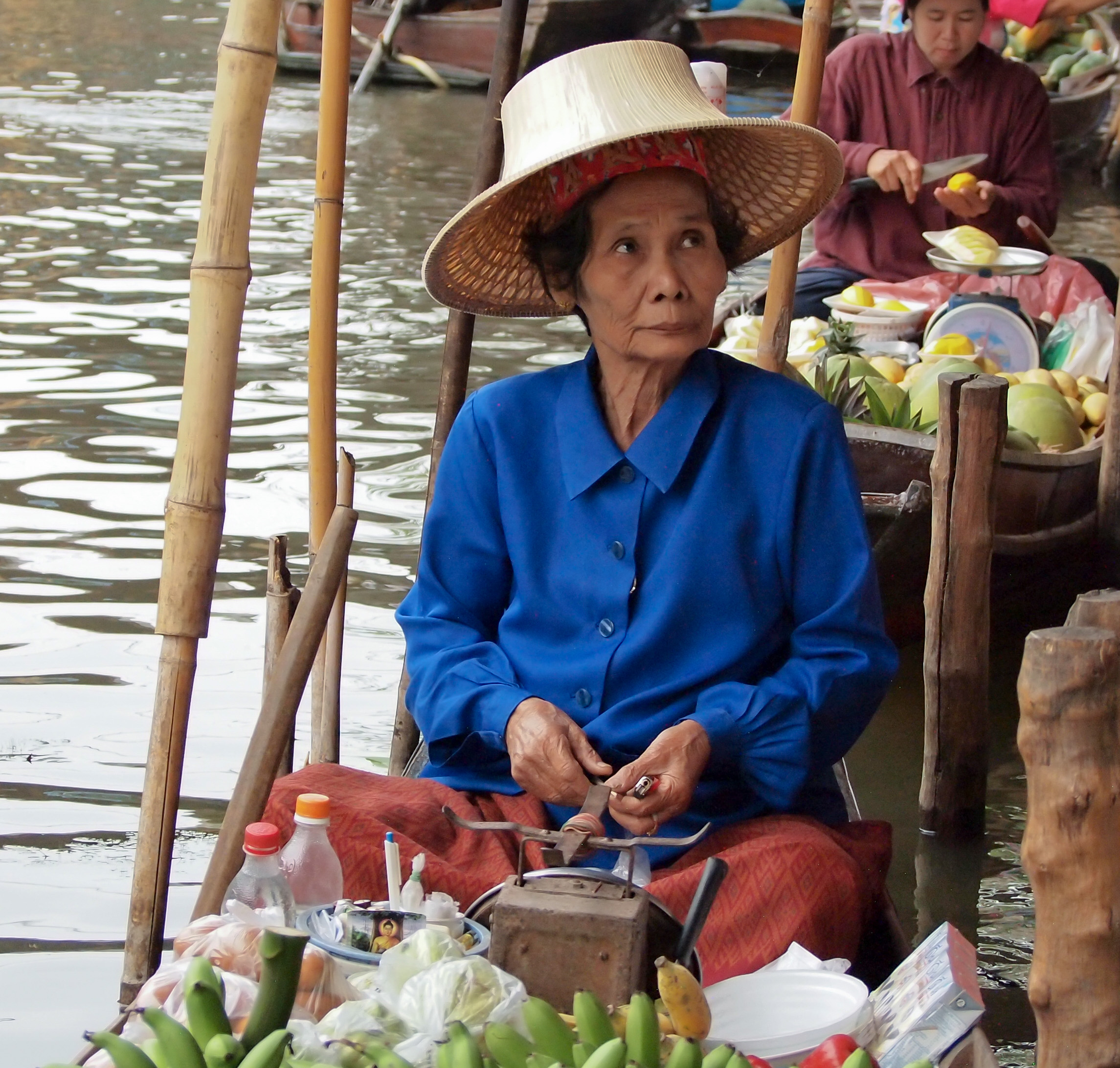
Vendeuse d'un marché flottant, le Damnoen Saduak Floating Market (en).
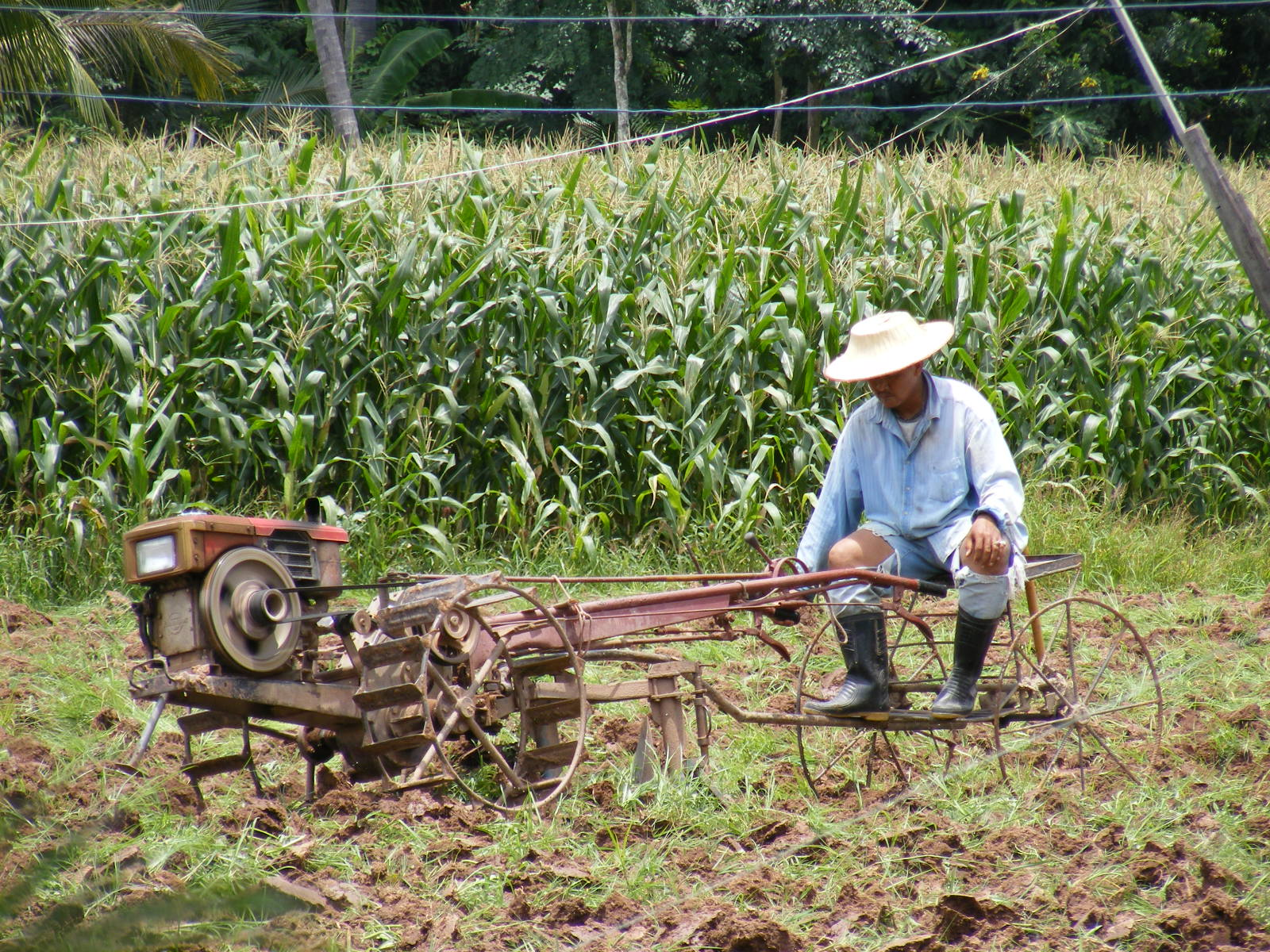
Labourage d'une rizière (Province d'Uttaradit, 2009)